# تسجيلات ميركوري
تسجيلات ميركوري هي شركة تسجيلات أمريكية، تأسست في 1945، يقع مقرها في لندن، ونيويورك، تم تأسيسها بواسطة Arthur Talmadge ‏، وإرفينغ غرين، وRay Greenberg ‏.

## روابط خارجية
- تسجيلات ميركوري على موقع الموسوعة البريطانية (الإنجليزية)
- تسجيلات ميركوري على موقع قاعدة بيانات برودواي على الإنترنت (الإنجليزية)